# Ohlsdorf
Ohlsdorf (en baix alemany Ohlsdörp) és un barri del bezirk d'Hamburg-Nord a la ciutat estat d'Hamburg a Alemanya. El 2011 tenia 14.720 habitants sobre una superfície de 7,2 km². Al costat dels gairebé 15.000 habitants compta també amb un milió i mig de morts sebollits al cementiri central que ocupa tres quarts del territori del barri.
Se situa entre l'Alster al nord, Bramfeld a l'est, el Bramfelder See al sud, i el traçat del ferrocarril S1 a l'oest.

## Història
El primer esment del poble Odelvestorpe que significa poble d'Odulf, data del 1303. El 1303 la família hamburguesa vom Berge va comprar el poble a Adolf V, comte de Holstein. Passà de mà a mà fins que el 1363 uns certs germans Joan i Marquard d'Holdenstede van vendre'l al monestir d'Harvestehude que amb la reforma del segle xvii va passar al monestir de Sant Joan. El territori del barri actual no correspon gaire al territori històric. L'antic centre del poble, compost d'uns pocs masos es trobava entre l'Alster i el carrer Alsterdorfer Straße, actualment al barri d'Alsterdorf. Al segle xviii comptava amb tres masies i uns petits masos més. Del 1874 al 1882 la ciutat d'Hamburg va comprar els terrenys per a crear un cementiri nou.

## Economia

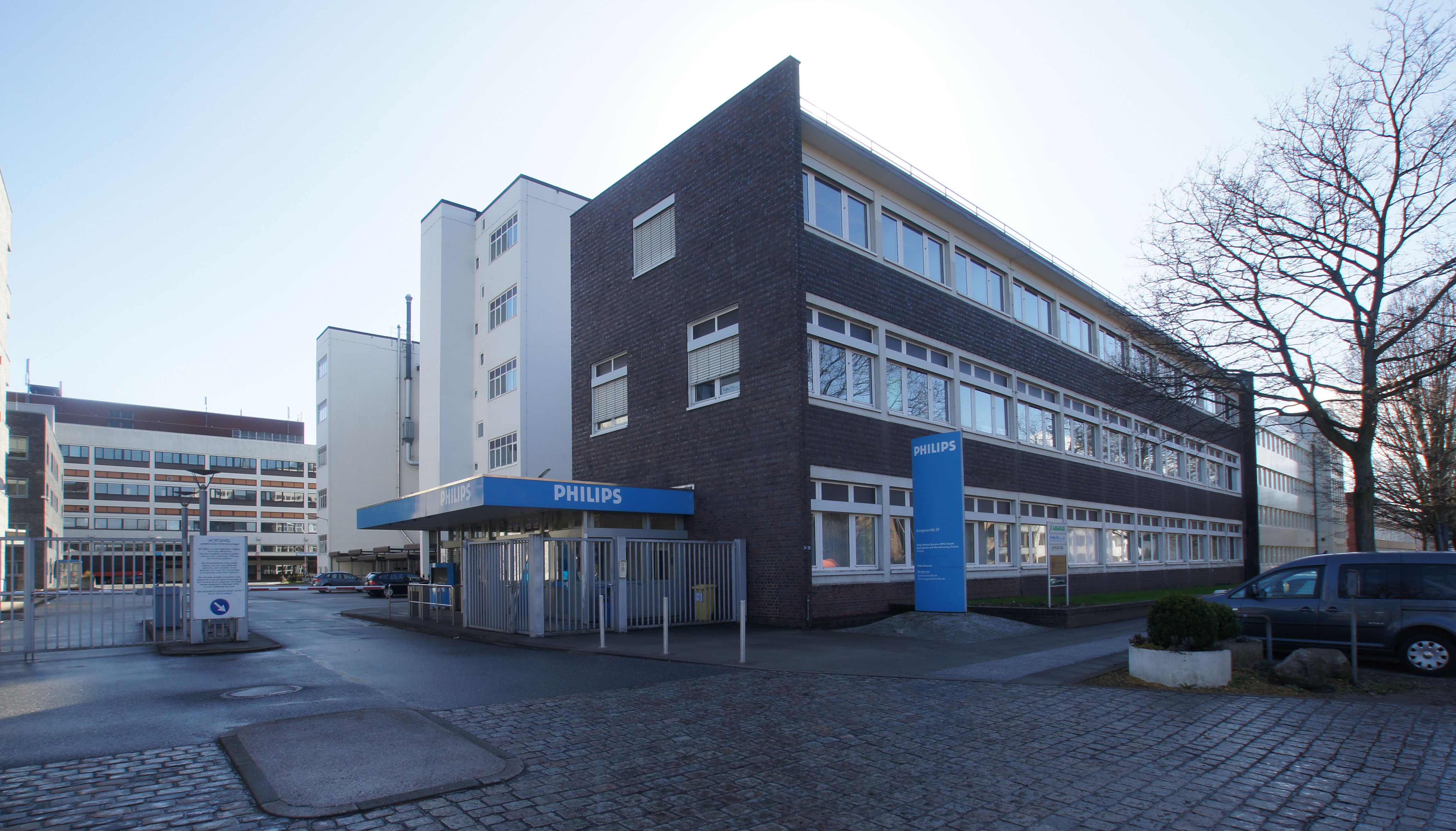
Fàbrica Philips Medical Systems

El barri conté una concentració de negocis vinculats amb el cementiri: talladors de pedra, serveis de pompes fúnebres i jardiners de cementiri. A l'entorn de l'estació hi ha el taller principal de la S-Bahn, la xarxa de transport ferroviari metropolità. Philips hi té el seu centre de recerques mèdics, i finalment la presó principal d'Hamburg els Fuhlsbütteler Justizvollzugsanstalten, que malgrat que el seu nom es diu «de Fuhlsbüttel», popularment conegut com a Santa Fu, es troba a Ohlsdorf, és un altre empresari important del barri.
El poble independent de Klein Borstel va fusionar-s'hi el 1938 i només sobreviu a la memòria de la gent i al nom d'una estació a la U1 del metro.

## Llocs d'interès
- Cementiri d'Ohlsdorf, el cementiri en forma de parc més gran d'Europa
- La piscina coberta i oberta al marge de l'Alster amb portal de Fritz Schumacher
- L'estació de l'antic tramvia Im grünen Grunde
- La resclosa Fuhlsbüttler Schleuse i el pantà amb possibilitat de lloguer de barques
- El moment commemoratiu dels presoners polítics del nazisme al portal de la presó i de l'antic camp de concentració de Fuhlsbüttel

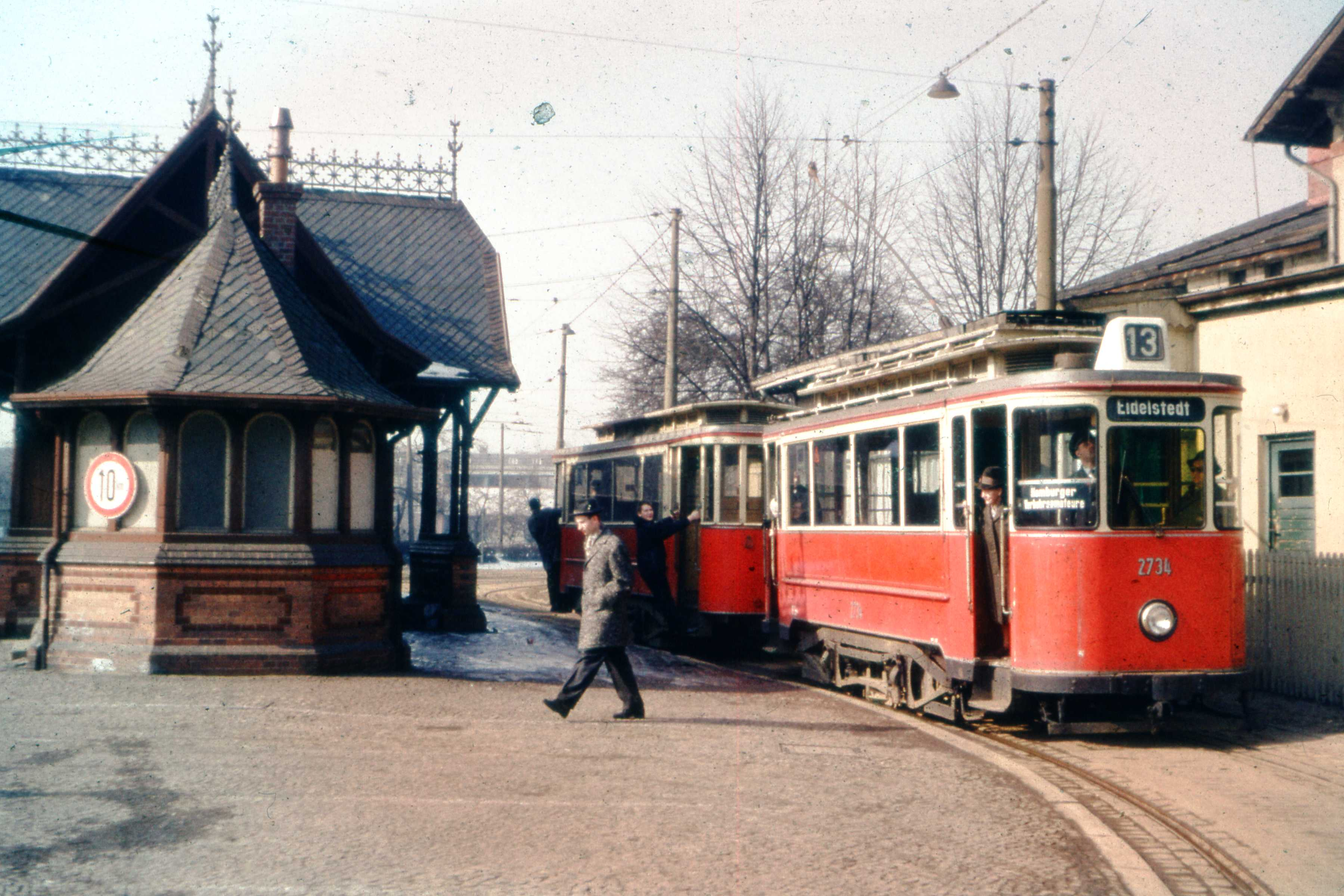
Estació de l'antic tramvia
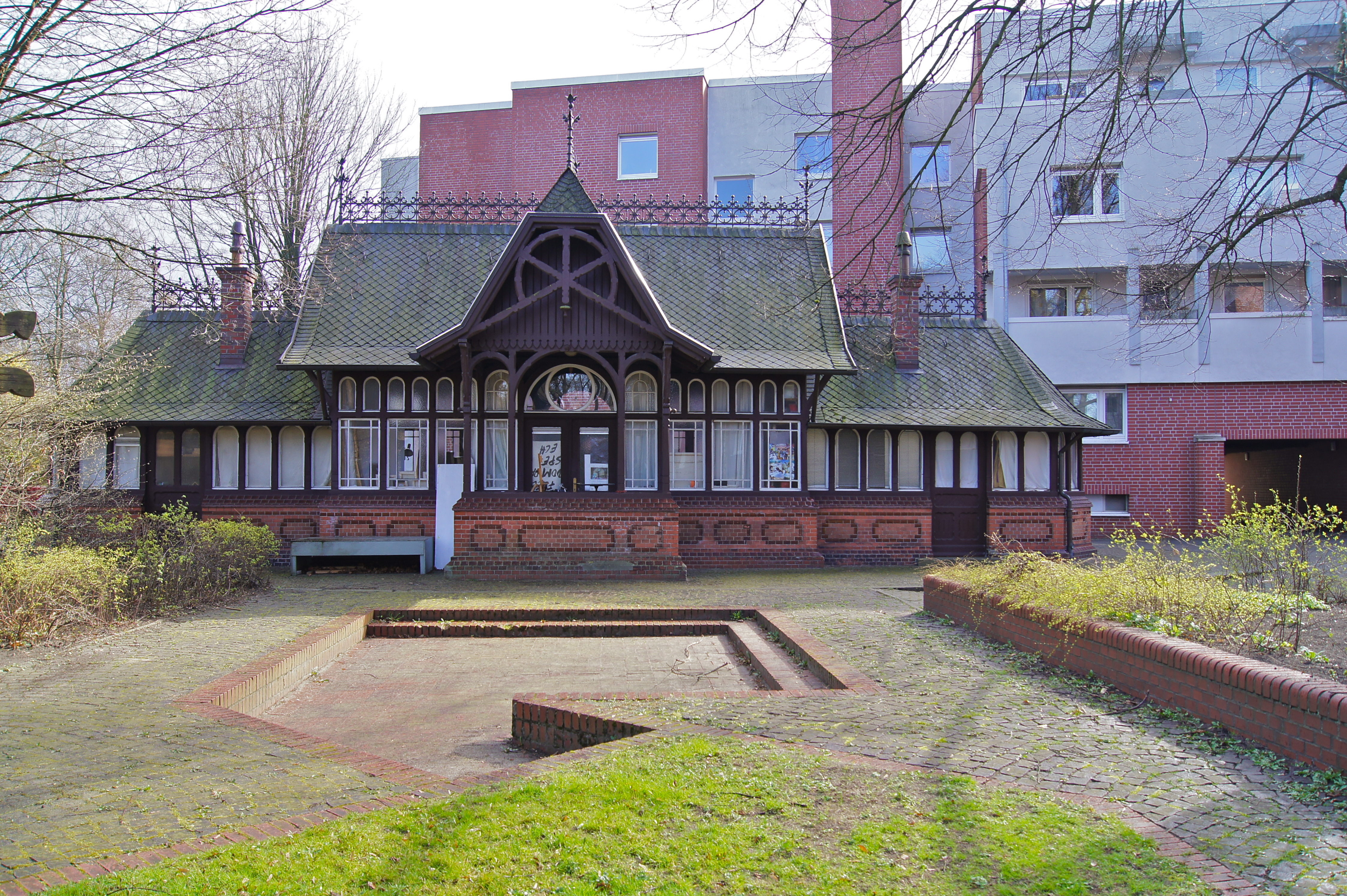
La mateixa estació el 2012
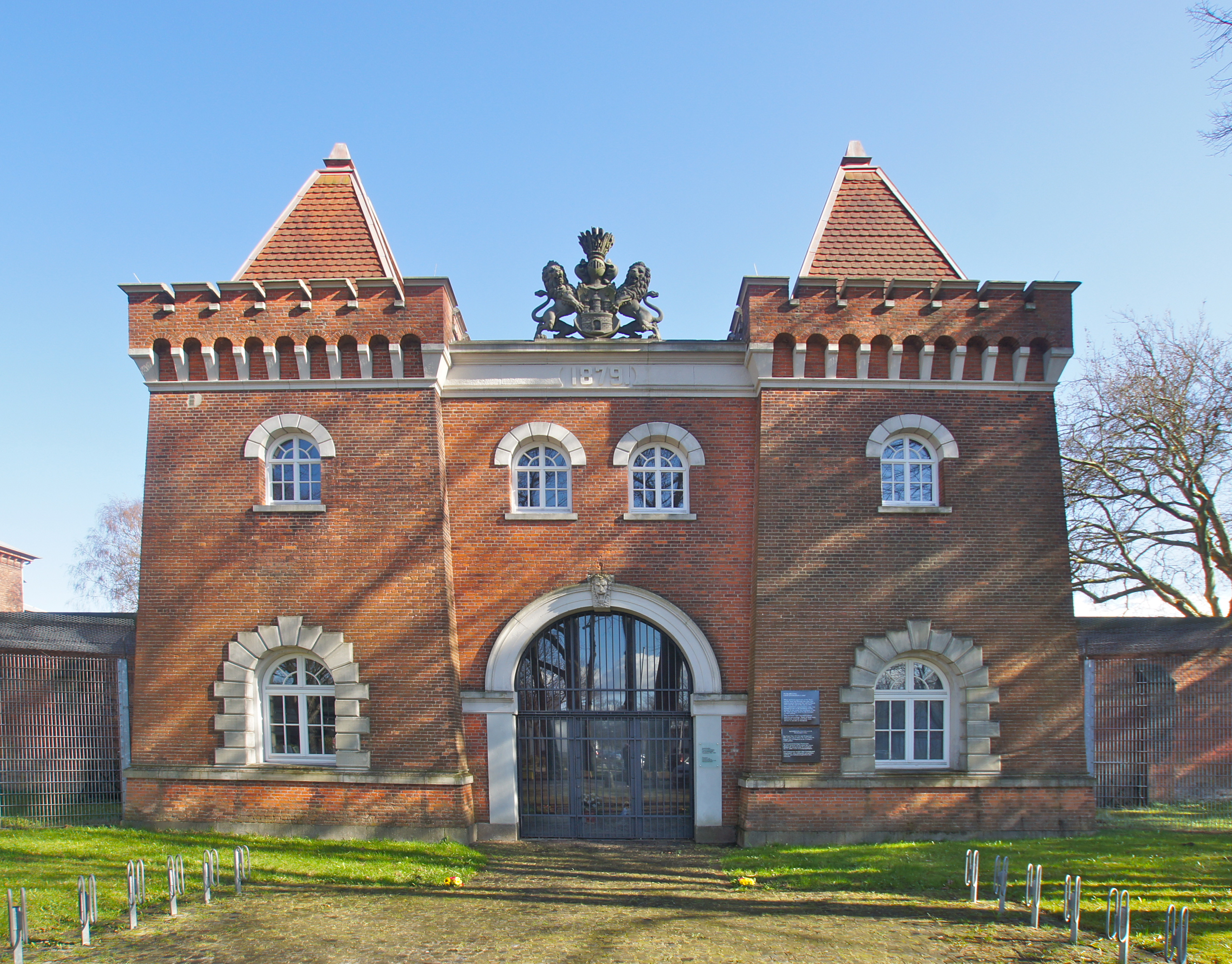
Portal i memorial de les víctimes de la repressió nazi
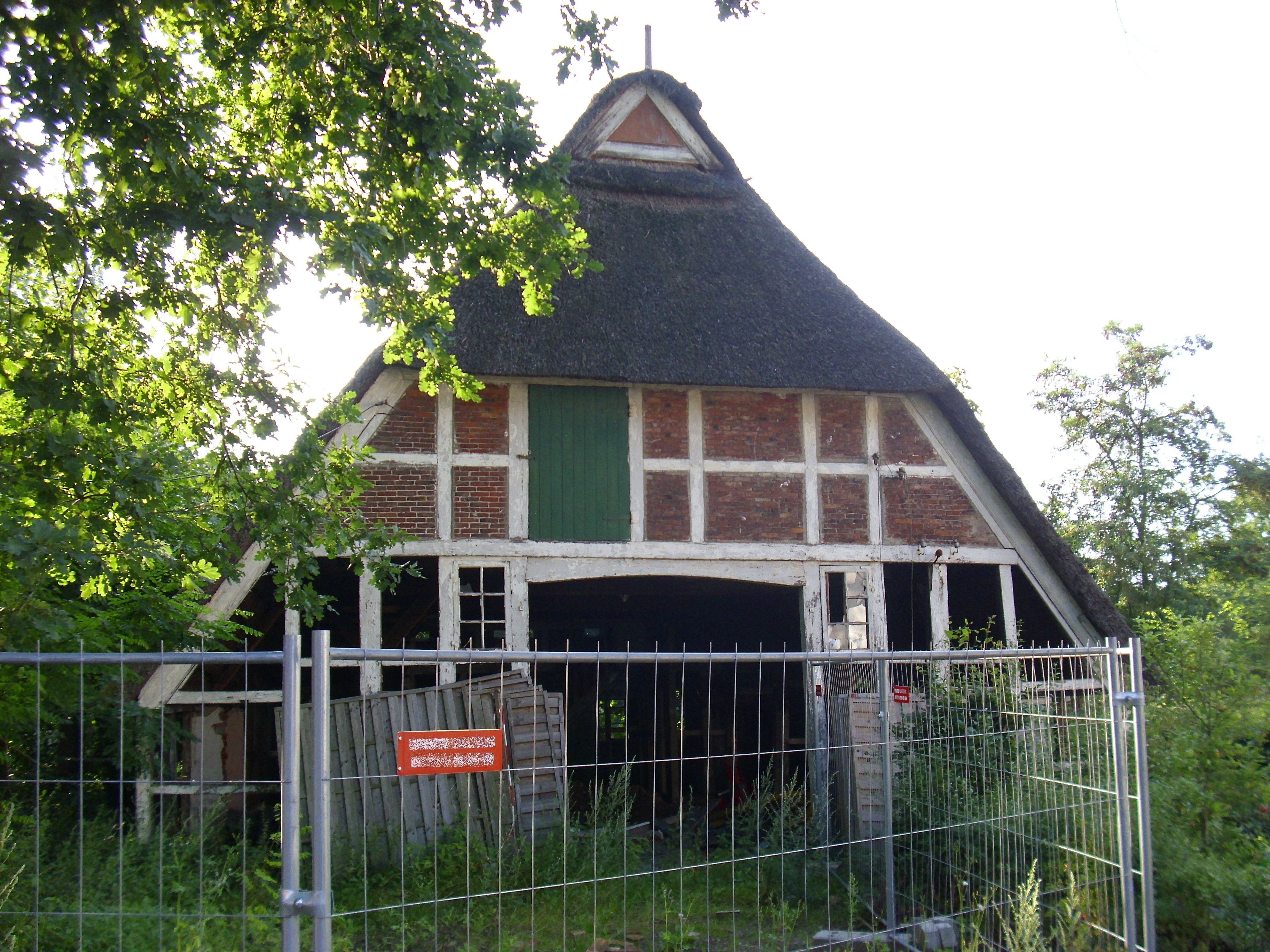
Romanent d'una masia d'entramat de fusta
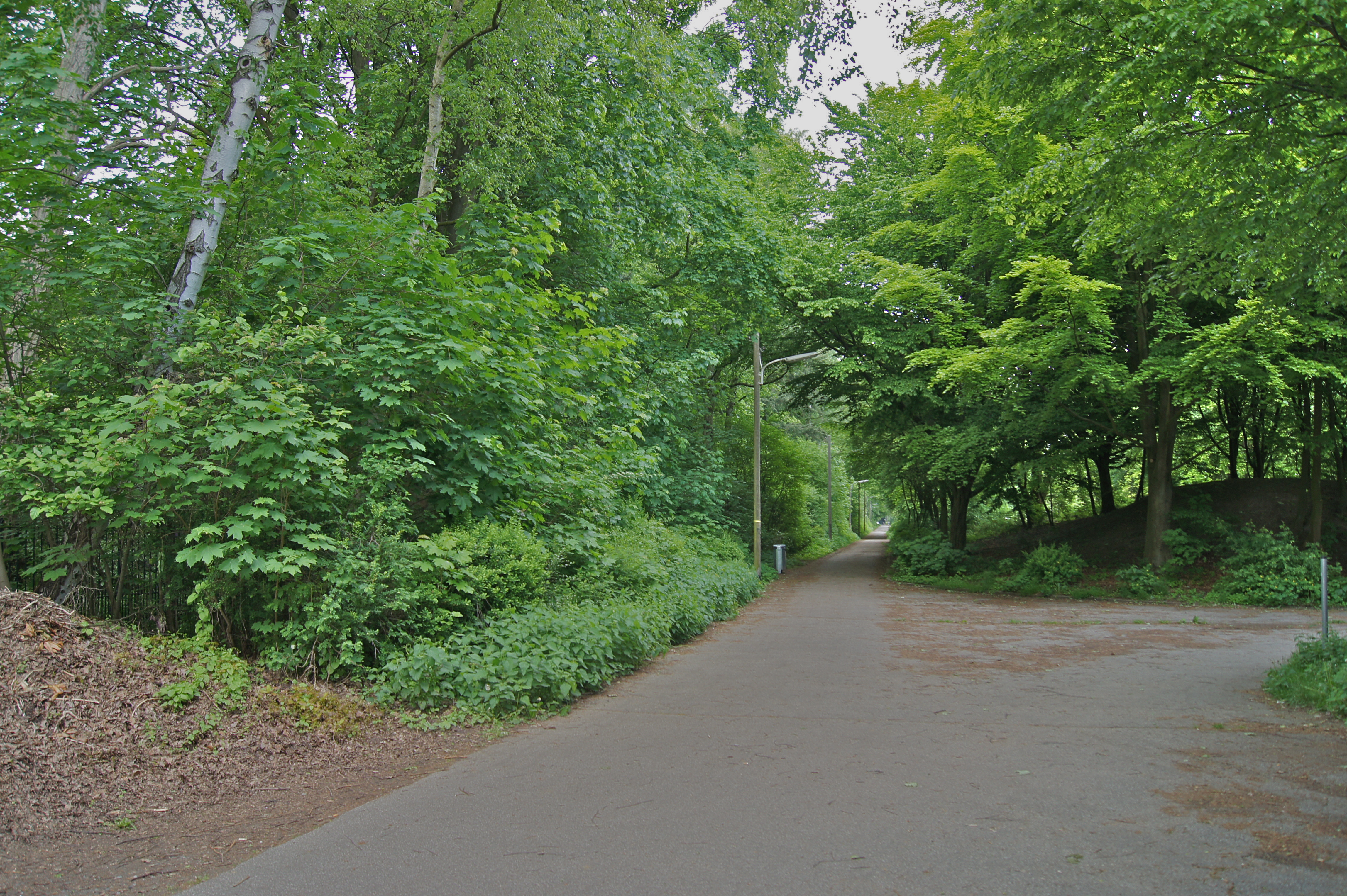
Carrer Eichenlohweg a la frontera amb el Cementiri i Steilshoop